# Дмитрієв Сергій Ігорович
Сергій Ігорович Дмитрієв (19 березня 1964, Ленінград, СРСР — 26 грудня 2022) — радянський і російський футболіст, нападник, тренер. Майстер спорту СРСР (1984).

## Біографія
Виріс у Ленінграді, у Калінінському районі. У спортшколі району грав із другого по шостий клас. Перший тренер — Марк Абрамович Рубін. Потім потрапив до щойно створеної спеціалізованої футбольної школи «Зміна» (тренер — Геннадій Єрмаков), яку зрештою й закінчив.
Професійну кар'єру розпочав у ленінградському «Динамо», звідки був запрошений у 1982 році Павлом Садиріним до «Зеніту». Спочатку грав за дубль, де за сезон провів 18 ігор та забив 12 м'ячів.
Восени 1982 року дебютував у домашній грі клубу проти харківського «Металіста». Регулярно в основі почав виходити з 1983 року. Грав на позиції нападника, але серед кращих бомбардирів не був. Виділявся на полі ігровою міццю, швидкістю, володів сильним ударом. У 1984 вперше став чемпіоном країни.
Наприкінці першого кола сезону 1986 року отримав першу тяжку травму в кар'єрі — перелом кісточки в домашньому матчі проти «Дніпра». Гра проходила на штучному газоні СКК, який у день гри постелили прямо на бетонну основу, через що утворилися порожнечі між газоном і бетоном. В одну з пустот і влучив ногою Дмитрієв. Травма завадила йому боротися за право поїхати у складі збірної на чемпіонат світу 1986 року.
У збірній СРСР зіграв 6 ігор, забив один гол, також зіграв один матч за олімпійську збірну СРСР (1985-1986, 1988). Срібний призер чемпіонату Європи 1988 (не зіграв на турнірі жодного матчу через незаліковані травми — тріщина на пальці ноги та пахвинна грижа).
Травма 1986 року та її неправильне лікування (нога неправильно зросла, через перекос велике навантаження йшло на коліно) визначили подальший характер травм — насамперед проблеми з колінами.
1989 року через конфлікти в «Зеніті» вирішив перейти до московського «Динамо». Провів чотири гри та вибув з ладу через травму меніска. У цей момент про Дмитрієва згадав Павло Садирін, і знову покликав гравця до своєї команди, цього разу до ЦСКА. Після закінчення сезону футболіст був прооперований та отримав час на відновлювальний період. Це зрештою допомогло йому набрати необхідні ігрові кондиції та допомогти клубу стати срібним призером чемпіонату СРСР 1990 року.
Взимку 1991 року під час контрольних ігор в Іспанії отримав запрошення від клубу 2-го дивізіону чемпіонату Іспанії «Херес». Отримавши згоду керівництва ЦСКА, уклав контракт до кінця сезону 1990/91. Спочатку гравця звали на позицію форварда і в першій грі він забив два м'ячі за новий клуб. Однак уже до наступного туру одужав основний нападник команди, і Дмитрієва відправили грати на місце правого півзахисника. За підсумками сезону «Херес» вилетів у 3-ю лігу, а Дмитрієв повернувся до Москви.
За підсумками сезону 1991 став володарем Кубка СРСР 1990/91 і чемпіоном СРСР 1991 у складі ЦСКА.
У чемпіонатах СРСР провів 170 матчів, забив 46 голів.
1991 року граючи в єврокубкових матчах проти італійської «Роми», потрапив на замітку селекціонерам низки клубів Серії «А». Однак, за визнанням самого Дмитрієва, він не став чекати трансферного вікна і за посередництва дружини футболіста Євгена Мілевського перейшов до австрійського чемпіонату, де виступав за клуб «Шталь» Лінц. При цьому в контракті було прописано, що всі права на гравця протягом трьох років належать його агенту доктору Петершелько . У результаті це вплинуло на всю закордонну кар'єру Дмитрієва, оскільки агент сам вирішував, де грати футболістові. В Австрії за рік він відіграв лише 12 матчів і в середині сезону 1992/93 перейшов у швейцарський «Санкт-Галлен», де у перехідному турнірі за право грати у вищій лізі відіграв 14 матчів, забив 9 м'ячів.
Також грав за ізраїльський клуб 2-ї ліги «Хапоель» Ашкелон та німецький клуб 3-ї ліги «Бекум».
У 1995 повернувся до Санкт-Петербурга, знову грав за «Зеніт». У тому сезоні команда повернулася до вищої ліги, а 31-річний Дмитрієв забив 14 м'ячів. Проте наступного року знову нагадав про себе австрійський менеджер, який зажадав виплатити компенсацію за гравця у сумі $30 тис. У результаті проблему допоміг вирішити Віталій Мутко, і на друге коло Дмитрієв був уже заявлений і міг грати.
У другій половині сезону 1997 в терміновому порядку був призваний до московського «Спартака», де мав замінити травмованих Кечинова та Бузнікіна. Проте клуб невдало провів попередні ігри Ліги чемпіонів проти «Кошице», а Дмитрієв після закінчення сезону повернувся до Санкт-Петербурга. Першу половину сезону 1998 року пропустив через піврічну дискваліфікацію, яку було накладено за висловлювання про нібито договірний матч останнього туру сезону 1996 року «Зеніт» — «Спартак» (Москва), що нібито мав місце, який повинні були виграти москвичі.
У чемпіонатах Росії провів 25 ігор, забив два м'ячі.
У 1998—1999 роках грав за петербурзьке «Динамо», потім в 1999 провів 13 ігор за "Кристал" Смоленськ. У 2000-2001 роках грав за «Світлогорець», готуючи себе вже до тренерської професії.20[джерело?]

### Стиль гри
Потужний, швидкий і напористий форвард, вирізнявся сміливістю в єдиноборствах, умінням за потреби потримати м'яч, володів сильним ударом.—  Енциклопедія "Російський футбол за 100 років". Жовтень 1997 року.

## Тренерська кар'єра
Має тренерську ліцензію категорії А. У 2002 році працював тренером санкт-петербурзького «Динамо», у 2004—2005 — тренером «Анжі», допомагав Дмитру Галяміну. Також працював тренером у командах «Спартак» (НН), «Петротест», «Сатурн-2». У 2010 працював помічником Максима Бокова у тверській «Волзі» . У сезоні-2011/12 тренував петрозаводську «Карелію». З 2 червня 2012 по 2014 — старший тренер ФК «Петротрест»/«Динамо» СПб. З 28 березня по 29 квітня 2013 — виконавець  обов'язки головного тренера клубу.
У 2015 році був головним тренером молодіжної команди «Сахаліна» . З лютого 2016 — головний тренер молодіжної команди «Тосно». З 2019 року — тренер у СШОР «Зеніт».  Команда гравців 2003 року народження під керівництвом Дмитрієва та Юрія Шумілова у 2019 році стала переможцем Riga Cup 2019 та першості Росії серед команд спортивних шкіл.

## Досягнення
«Зеніт»
- Чемпіон СРСР: 1984
- Фіналіст кубка СРСР: 1984

ЦСКА
- Чемпіон СРСР: 1991
- Срібний призер СРСР: 1990
- Володар Кубка СРСР: 1991

«Спартак»
- Чемпіон Росії: 1997

Особисті
- Найкращий гравець першої російської ліги 1995[15]

## Особисте життя
Перша дружина — колишня дружина Дмитра Баранника, одноклубника Дмитрієва; є діти. Син Олексій — футболіст.
Друга дружина — Світлана Лаухова, десятикратна чемпіонка Росії в бігу з бар'єрами, син Ігор , футболіст .